# Regimentul 74/80 Infanterie (1916-1918)
Regimentul 74/80 Infanterie  a fost o unitate de nivel tactic de rezervă constituită la începutul anului 1917, prin contopirea Regimentului 74 Infanterie și Regimentului 80 Infanterie. 
În timpul campaniei din anul 1916 cele două regimente au făcut parte din Brigada 29 Infanterie. Ca urmare a pierderilor suferite, în cadrul procesului de reorganizare a armatei de la începutul anului 1917, s-a decis contopirea celor două unități într-un singur regiment și resubordonarea acestuia acestuia Brigăzii 30 Infanterie, alături de Regimentul 75/76 Infanterie.

## Campania anului 1917
În campania din anul 1917, Regimentul 74/80 Infanterie  a participat la acțiunile militare în dispozitivul de luptă al Diviziei 15 Infanterie, luând parte la Bătălia de la Mărășești. În această campanie, regimentul a fost comandat de locotenent-colonelul Gheorghe Iordăchescu.:p. 49